# Juli 2009
Dit artikel geeft een chronologisch overzicht van belangrijke gebeurtenissen per dag in de maand juli van het jaar 2009.

## Gebeurtenissen

### 1 juli
- De Amsterdamse gemeenteraad besluit om de metro Noord/Zuidlijn af te bouwen. Zij volgt hiermee de aanbevelingen van de commissie-Veerman.
- De Nederlandse vliegtaks die op 1 juli 2008 werd ingevoerd, wordt afgeschaft.

### 2 juli
- De Japanner Yukiya Amano is verkozen tot nieuwe directeur van het Internationaal Atoomenergie Agentschap (IAEA).

### 3 juli
- Café De Kachel in Groningen wordt door het gerechtshof in Leeuwarden vrijgesproken van overtreding van het rookverbod.

### 4 juli
- Het EK Triatlon wordt gehouden in Holten, Overijssel.

### 5 juli
- Bij etnische onlusten tussen Oeigoeren en Han-Chinezen komen in Ürümqi, de hoofdstad van de Noordwest-Chinese autonome regio Sinkiang (Xinjiang), meer dan 150 mensen om. Honderden raken gewond of worden gearresteerd.
- Bij een bomaanslag voor de kathedraal van Cotabato City op het zuidelijke Filipijnse eiland Mindanao komen 6 mensen om het leven en raken 35 tot 40 mensen gewond.
- Roger Federer wint het tennistoernooi van Wimbledon, waarmee hij als eerste tennisser erin slaagt om 15 keer een grandslamtoernooi te winnen.
- Bij een nachtelijk incident op het Amsterdamse Leidseplein slaat een taxichauffeur zijn klant dood. De liberalisering van taxi's in Amsterdam wordt bediscussieerd.
- De congresverkiezingen in Mexico vinden plaats.

### 7 juli
- In het Staples Center te Los Angeles is er een herdenkingsdienst voor het op 25 juni 2009 overleden popicoon Michael Jackson.

### 11 juli
- Kris Peeters maakt de samenstelling bekend van de nieuwe Vlaamse regering Peeters II, die Vlaanderen zal besturen tot 2014.
- Een Belgische traditie gaat verdwijnen: de rode letters en cijfers op de kentekenplaten zullen worden vervangen door zwarte. Voorts maakte staatssecretaris Etienne Schouppe van Verkeer bekend dat nieuwe auto's vanaf juli 2010 standaard een Europese vorm krijgen: links een letter B en een cirkel van sterretjes op een witte achtergrond.
- De dertigste editie van Bospop in Weert gaat van start.

### 14 juli
- Jerzy Buzek, voormalig eerste minister van Polen, wordt verkozen tot 28e voorzitter van het Europees Parlement.

### 15 juli
- Caspian Airlines-vlucht 7908, een vlucht van Caspian Airlines van de Iraanse hoofdstad Teheran naar de Armeense hoofdstad Jerevan, gevlogen met een Tupolev Tu-154, stort neer in Noordwest-Iran. Alle 168 inzittenden komen om het leven.

### 16 juli
- Het parlement in IJsland heeft besloten dat het land wil toetreden als lid van de Europese Unie. Ook wil men na toetreding uiteindelijk de euro invoeren.
- De Wereldgezondheidsorganisatie (WHO) meldt dat het aantal gevallen van Mexicaanse griep (H1N1) de grens van 100.000 gepasseerd is. Er zijn wereldwijd ook zeker 429 doden geteld.

### 17 juli
- Het Verenigd Koninkrijk is in Europa tot nu toe het land met de meeste gevallen van Mexicaanse griep. Zeker 29 mensen zijn inmiddels overleden, terwijl er zeker 55.000 besmettingsgevallen zijn.
- In de Indonesische hoofdstad Jakarta ontploffen 's avonds twee bommen bij de internationale hotels JW Marriott en Ritz-Carlton >>meer nieuws
- Ruim een maand na de Iraanse presidentsverkiezingen is het nog steeds onrustig in Teheran. Grote mensenmassa's gaan de straat op om te demonstreren tegen de gang van zaken. De vroegere president Rafsanjani spreekt duidelijk zijn steun uit aan Mousavi.

### 18 juli
- Een aardverschuiving heeft bij het Concordiameer in de Oost-Duitse deelstaat Saksen-Anhalt een huis het water in gesleurd. Oorzaken worden gezocht in vroegere bruinkoolwinning en overvloedige neerslag.

### 19 juli
- Twee van de enkele overgebleven barakken van het kamp Westerbork, waarin gevangenen (waaronder Anne Frank) hebben gewerkt, gaan voor de geplande terugverhuizing vanuit Veendam aldaar door brand verloren.
- Een maand na de vorige grote wateroverlast door overvloedige regen worden Zuid- en Midden-Europa hierdoor weer getroffen. Zeker dertien mensen in onder andere de Alpen komen om door slechte weersomstandigheden.

### 20 juli
- Precies veertig jaar na de eerste mens op de maan lanceert Google een maanversie van Google Earth, waarmee internetgebruikers het maanlandschap kunnen bekijken.

### 21 juli
- De Prijs voor de Democratie wordt toegekend aan Dirk Van Duppen.

### 22 juli
- Een zonsverduistering van maximaal 6 minuten en 39 seconden in India, Nepal en China is dankzij de hoge bevolkingsdichtheid in het gebied voor veel mensen zichtbaar, hoewel in delen van China vanwege bewolking wel de duisternis maar niet de corona waargenomen kan worden.

### 23 juli
- In de gevangenis van Brugge ontsnappen drie gangsters, onder wie Ashraf Sekkaki, per helikopter.
- IJsland vraagt officieel het lidmaatschap van de Europese Unie aan. IJsland is reeds lid van de Europese Economische Ruimte en verwacht zich in 2012 bij de EU te kunnen aansluiten.
- Nadat eerst de Duitse autofabrikant Porsche eigenaar wilde worden van de veel grotere autofabrikant Volkswagen, zijn de rollen nu omgedraaid. Volkswagen, dat al diverse automerken bezit, zal Porsche nu ook aan zijn 'stal' toevoegen.

### 24 juli
- De grootste telescoop ter wereld, de Gran Telescopio Canarias, wordt ingehuldigd door koning Juan Carlos I van Spanje.
- Een Iljoesjin Il-62M van Aria Air schiet bij het landen op het vliegveld van Mashhad van de landingsbaan. 16 personen komen om het leven. Oorzaak van de ramp is het om onbekende redenen landen met een veel te hoge snelheid. Zie ook Aria Air-vlucht 1525.

### 25 juli
- Precies een eeuw na de eerste vlucht over het Kanaal door Louis Blériot is deze vlucht van Frankrijk naar Engeland met een soortgelijk vliegtuig overgedaan.
- In Kortemark vindt een echtelijk drama plaats. Een 37-jarige man brengt zijn 33-jarige vrouw met een tiental messteken om het leven.

### 26 juli
- Mark Cavendish wint op meesterlijke wijze de slotetappe van de Tour de France op de Champs Élysées. Alberto Contador is de winnaar van de gele trui. De groene trui is voor Thor Hushovd, de bolletjestrui voor Franco Pellizotti.

### 27 juli
- Uit een onderzoek van Test-Aankoop bij 103 artsen is gebleken dat antibiotica nog te vaak onnodig wordt voorgeschreven. 4 op 10 artsen schreven antibiotica voor bij klachten over keelpijn, hoewel dat bij zo'n aandoening niet nodig is.
- De ecotaks die op plastic tassen wordt geheven, brengt nauwelijks nog iets op. Dit komt doordat we steeds meer herbruikbare zakken gebruiken in plaats van wegwerpbare. Sinds 2003 is het gebruik ervan met 80% gedaald. Een verbod op wegwerpzakjes, zoals in sommige andere landen het geval is, is volgens Minister van Financiën Reynders niet nodig, omdat de zakjes in de toekomst vanzelf zullen verdwijnen.
- India heeft nu als zesde land ter wereld de beschikking over een kernonderzeeër. Andere landen die al over dergelijke vaartuigen beschikken zijn de Verenigde Staten, Rusland, China, het Verenigd Koninkrijk en Frankrijk.
- In Duitsland worden massaal gloeilampen gehamsterd omdat op 1 september de eerste fase van een gloeilampenverbod ingaat.

### 28 juli
- Bij religieus geweld in Nigeria vallen minstens 200 doden.

### 29 juli
- In Spanje zijn bij een aanslag met een autobom op een kazerne van de Guardia Civil in Burgos zestig gewonden gevallen.
- Het Duitse BMW Sauber heeft besloten na het lopende seizoen uit de Formule 1 te stappen.
- In Ertvelde heropent Paris-Las Vegas, de legendarische feestzaal van Eddy Wally. De feestzaal is heropgebouwd in de garage van een superfan, nadat het originele gebouw moest worden afgebroken.

### 30 juli
- Door brand gaat de Prins Willem, een replica van het gelijknamige vlaggenschip van de Vereenigde Oost-Indische Compagnie, verloren.
- Bij Sant Pol de Mar in Spanje zijn door een busongeluk zes Nederlanders omgekomen en velen gewond. De bus kwam met 63 Nederlandse passagiers terug van een excursie uit Barcelona op weg naar onder andere Lloret de Mar.
- Een jonge vrouw van 34 jaar uit Meerle is het eerste dodelijk slachtoffer van de Mexicaanse griep in België.
- In Dilbeek wordt een Brusselse politie-inspecteur opgepakt die enkel in onderbroek gekleed was, omdat hij duidelijk naar minderjarige meisjes staarde.
- Club Brugge wint in de heenwedstrijd van de 3e ronde van de Europa League nipt met 3-2 van FC Lahti. Voor Club scoren Akpala en Blondel (2x).
- Barack Obama veroorzaakt een relletje in de Verenigde Staten toen bekend werd dat hij tijdens de verzoeningsdrink met de zwarte professor Henry Louis Gates een Budweiser dronk. Budweiser is immers niet in Amerikaanse handen. Het is eigendom van de Belgische brouwerij Anheuser-Busch InBev.
- Op het Spaanse eiland Mallorca komen twee mensen om bij een bomaanslag.

### 31 juli
- In het Noorse gedeelte van het Skagerrak dreigt een milieuramp als gevolg van de gestrande Chinese handysize bulkcarrier Full City.
- Op het Spaanse eiland Mallorca komen twee mensen om bij een bomaanslag.

<< · januari · februari · maart · april · mei · juni · juli · augustus · september · oktober · november · december · >>